# Монплезир
Монплези́р (фр. mon plaisir — «моё удовольствие») — дворец в Петергофе, пригороде Санкт-Петербурга. Памятник архитектуры стиля петровского барокко первой четверти XVIII века.

## История
Монплезир строили в 1714—1723 годах по указанию и по рисунку царя Петра I. Дворец заложен 17 мая 1714 года на южном берегу Финского залива у самой кромки воды. Царь хотел, чтобы этот малый дворец, в отличие от больших парадных резиденций, напоминал бы ему любимую Голландию, чтобы из его окон было видно море и чтобы дворец казался кораблём, готовым отплыть в длительное плавание. Именно в этом месте побережья заболоченная местность сменяется почти морским пейзажем. В ясные дни от Монплезира виден Кронштадт. Дворец стал любимым загородным домом царя Петра. Когда он прибывал в Петергоф, то всегда останавливался в Монплезире. Здесь он чувствовал себя настоящим европейцем.
С Монплезиром связаны многие события русской истории. Дворец постоянно посещал Пётр I, здесь проводили приёмы, встречи императора с иностранными послами. Последний раз Пётр I был здесь в октябре 1724 года. В 1725 году императрица Екатерина I устраивала в Монплезире торжественный приём для первых членов Академии наук. Дворец активно использовали вплоть до времён правления Екатерины II, которая неоднократно устраивала в Парадном зале ужины для узкого круга приближённых.
В комплекс Монплезира, помимо основного здания, входят восточный и западный флигеля, Ассамблейный зал с тафельдекерской и кухней с кофишенской, Екатерининский корпус, Монплезирский сад и Морская терраса Монплезира.

## Современность
Ныне в Монплезире представлена коллекция картин западно-европейских художников, собрание китайского фарфора, голландского фаянса, русского стекла и кухонной утвари первой четверти XVIII века. Также здесь хранятся некоторые личные вещи Петра I и полученные императором дипломатические подарки.

## Архитектура и оформление интерьеров дворца
Проект здания разработал немецкий архитектор Иоганн Фридрих Браунштайн, ученик и помощник Андреаса Шлютера в Берлине. Царь Пётр сам выбрал местоположение нового дворца, определил его планировку и дал указания относительно оформления интерьеров. По иной версии, в основу композиции положен проект Шлютера, а весь комплекс создан в подражание малым прусским дворцам, в том числе Монбижу близ Берлина.
Для строительства дворца возвели подпорную стенку. Дворец состоит из центрального корпуса («палатки») с высокой кровлей «с переломом» на голландский манер, с деревянной вазой на вершине, и боковых лустгаузов (нем. Lusthaus — «Весёлый домик») с фонариками на кровле. Центральную «палатку» и лустгаузы связывают галереи с огромными окнами (застеклённой аркадой) на уровне земли и с мелкой расстекловкой «по-голландски». Стены сложены из особого узкого маломерного кирпича (22 х 10 х 5,5 см). Швы кладки неоштукатуренных стен, выделенные побелкой, придают постройке необычный и романтичный облик.
«Променад» (терраса) морского фасада вымощен красным клинкерным (особо прочным) кирпичом. Полы галерей (22 м длиной каждая) выложены по-голландски, в шахматную клетку плитами белого и чёрного мрамора. Стены главного, парадного зала обшиты дубовыми панелями, в них вмонтированы двадцать две картины в чёрных лаковых рамах. Это часть коллекции, собранной царём Петром в заграничных путешествиях. Среди них на восточной стене — три картины любимого царём амстердамского живописца-мариниста Адама Сило, по которым, согласно легенде, сам Пётр принимал экзамен у учеников Морской академии на предмет знания оснастки кораблей. Росписи плафонов (потолков) галерей Монплезира выполнены мастерами московской Оружейной палаты по рисункам французского живописца-декоратора Филиппа Пильмана. Пол выложен мраморными плитами по-голландски, «в шахмат». Этот зал воспроизведён на знаменитой картине Н. Н. Ге «Пётр I допрашивает царевича Алексея Петровича в Петергофе» (1872). Стены зала завершены высокими падугами и расписным плафоном с изображениями бога Аполлона, персонажей итальянского театра Комедия дель арте и головами «четырёх ветров»: Зефира, Нота, Борея, Эвра. Росписи в 1718 году создал Пильман вместе с русскими подмастерьями. Скульптурные гермы из алебастра (аллегории времён года) в углах падуг выполнены, по одной версии, Б. К. Растрелли-старшим, по другой — Жаном-Батистом Александром Леблоном и Николя Пино.
Царь Пётр, находясь во Франции в 1716 году, пригласил французского скульптора-декоратора и резчика по дереву Николя Пино вместе с архитектором Леблоном в Россию для отделки Монплезира и Дубового кабинета в Большом дворце Петергофа (1717—1720). В 1726 году Пино возвратился во Францию, где много работал над оформлением интерьеров частных особняков — отелей в новом стиле рококо.
Во время войны в 1941—1943 годах фашисты варварски уничтожили все сооружения Петергофа. В 1951—1978 годах реставраторы и учащиеся специально созданных училищ воссоздавали утраченные интерьеры. В Монплезире воссозданы Кухня, Буфетная, Спальня, Секретарская и Морской кабинет с отделкой дубовыми панелями и фаянсовыми плитками с изображениями тринадцати типов парусных кораблей. Из окон Морского кабинета открывается вид на Финский залив. Среди интерьеров Монплезира выделяется Лаковый, или Китайский, кабинет, созданный по моде того времени в стиле шинуазри по проекту Браунштайна. На стенах кабинета, на вызолоченных фигурных консолях размещались изделия китайского и японского фарфора, собранные Петром I (из 546 предметов сохранилось 150). Стены кабинета украшают одиннадцать больших вертикальных чёрнолаковых панно с изображениями «сцен китайской жизни» и одиннадцать малых с изображениями птиц, драконов и журавлей. Лаковые «китайские» панно писали русские иконописцы под руководством голландца Хендрика ван Бронкхорста, поэтому панно называли «лаковой голландской работой» (1719—1722). Фашисты сожгли большую часть панно. По уцелевшим фрагментам в 1953—1963 годах новые панно писали мастера Палеха.
- Южный (садовый) фасад дворца
- Центральная «палатка»
- Один из «лустгаузов»
- Галерея
- Интерьер Галереи
- Парадный зал
- Парадный зал. Южная сторона
- Китайский (Лаковый) кабинет. Деталь
- Китайский кабинет. Собрание восточного фарфора
- Кухня
- «Китайский садик»